# Arsiè
Arsiè est une commune italienne de la province de Belluno, dans la région Vénétie.

## Géographie
Le lac du Corlo se situe sur le territoire communal.

## Démographie
Habitants enregistrés :
Comme la plupart des communes de montagne, Arsiè souffre également de problèmes liés au vieillissement de la population : les habitants de moins de 15 ans ne représentent que 9,4 % de la population, tandis que ceux de plus de 64 ans atteignent les 32,5 % ; l'indice de vieillesse est de 345,7.

## Administration
| Période                                  | Période | Identité | Étiquette | Qualité |
| ---------------------------------------- | ------- | -------- | --------- | ------- |
|                                          |         |          |           |         |
| Les données manquantes sont à compléter. |         |          |           |         |

### Hameaux
Les frazioni, ou hameaux, sont : Mellame, Rocca, Fastro, Rivai, San Vito.

### Communes limitrophes
Castello Tesino, Cismon del Grappa, Enego, Fonzaso, Grigno, Lamon, Seren del Grappa.